# Central Mountain Air
Central Mountain Air es una aerolínea regional canadiense con sede en Smithers (Columbia Británica) que opera servicios programados y chárter. Tiene bases en el Aeropuerto Internacional de Calgary, el Aeropuerto de Prince George, el Aeropuerto Internacional de Vancouver y el Aeropuerto Internacional de Edmonton.

## Historia
La aerolínea se estableció y comenzó a operar en 1987; es propiedad total de 580741 BC. En 1997, Central Mountain Air realizó un pedido de aviones  Raytheon Beech 1900D Airliner adicionales y comenzó a operar como Air Canada conector, que reemplaza a Air BC que opera varias rutas dentro de Alberta y Columbia Británica, últimamente bajo el banner Air Canada Express. En octubre de 2011, Central Mountain Air cesó su Acuerdo de compra de capacidad (CPA) con Air Canada. El acuerdo había sido para vuelos desde Calgary a Lethbridge, Medicine Hat y Cranbrook, ahora operados por Air Georgian. Central Mountain Air sigue siendo un socio de código compartido de Air Canada para vuelos desde Vancouver a Campbell River, Quesnel y Williams Lake.
A finales de 2005, se entregó a la aerolínea el primero de dos Dornier 328 para su uso en vuelos fletados y regulares. En 2014 recibieron su tercer Dornier 328. En marzo de 2010, 580741 BC, la empresa matriz de Central Mountain Air, compró otra aerolínea con sede en Columbia Británica Hawkair. El 18 de noviembre de 2016, Hawkair se declaró en quiebra, se incautaron todos los activos para su liquidación y se suspendieron permanentemente las operaciones.
Central Mountain Air es la compañía hermana de Northern Thunderbird Air, que opera servicios de flete y carga desde  Prince George.

## Flota

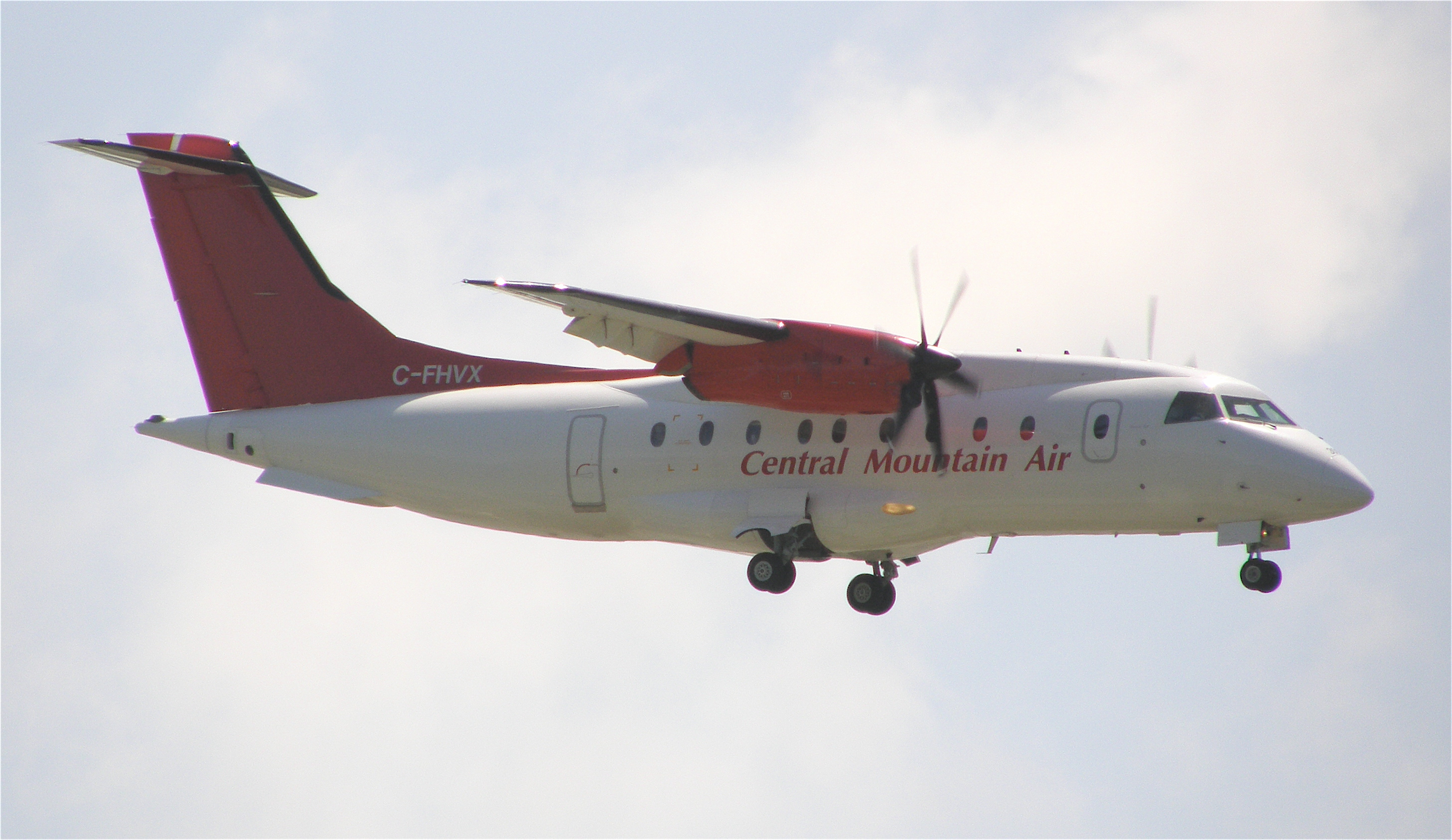
Una aeronave Dornier 328-100 de Central Mountain Air aproximándose al Aeropuerto Internacional de Vancouver

La flota de Central Mountain Air incluye las siguientes aeronaves, con una edad media de 27.9 años (hasta octubre de 2021):